# Antoine Duquesne
Antoine Duquesne (* 3. Februar 1941 in Ixelles/Elsene; † 4. November 2010) war ein belgischer Politiker des Mouvement Réformateur (MR).

## Leben
Von 1960 bis 1965 studierte Duquesne Rechtswissenschaften an der Universität Lüttich und schloss sein Studium mit Auszeichnung ab. Anschließend arbeitete er bis 1975 als Rechtsanwalt in der Lütticher Rechtsanwaltskammer und von 1975 bis 1977 als stellvertretender Generalsekretär des nationalen Ausschusses für Aus- und Weiterbildung in Handwerks- und Handelsberufen. Von 1977 bis 1982 war er als Verwaltungsdirektor des nationalen Ausschusses für Koordinierung und Abstimmung der Fort- und Weiterbildung des Mittelstands und des frankophonen Instituts für Fort- und Weiterbildung des Mittelstands tätig und bekleidete anschließend bis 1988 den Posten des Direktors der Caisse Nationale de Crédit Professionnel. Seit 1988 arbeitete er als Rechtsanwalt in Marche-en-Famenne.
Duquesne war von 1990 bis 1992 Vorsitzender der Partei „Parti du rassemblement des libéraux“ (PRL) und von 1994 bis 2004 Verbandsvorsitzender der Partei „Mouvement Réformateur“ in der Provinz Luxemburg. Von 2003 bis 2004 hatte er auch den Vorsitz des Mouvement Réformateur inne.
Von 1989 bis 2003 war Duquesne Mitglied des Gemeinderats von Manhay und von 1995 bis 1999 Bürgermeister der Gemeinde. Auch im wallonischen Regionalrat und im Rat der französischen Gemeinschaft war er von 1991 bis 1995 aktiv.
Duquesne war mehrfach Senator im belgischen Senat (1988 bis 1991 und 2003 bis 2004). Von 1987 bis 1988 war er Bildungsminister und von 1999 bis 2003 Innenminister Belgiens. Ab dem 20. Juli 2004 war Duquesne Mitglied des Europäischen Parlaments.
Für seine Verdienste wurde Duquesne mehrfach ausgezeichnet. So war er Offizier, Kommandeur und Großoffizier des Leopold-Ordens sowie Großoffizier des Ordens von Oranien-Nassau. 1998 wurde er zum Staatsminister ernannt.
In der Nacht zum 2. März 2006 erlitt Duquesne einen Hirninfarkt, der ihn teilweise lähmte und ihm seine Sprechfähigkeit nahm. Während dies seinen Rückzug aus allen politischen Ämtern bedeutete, war Duquesne trotzdem noch bis 2009 offiziell Mitglied des Europäischen Parlaments, da er körperlich nicht in der Lage war, die für die Amtsniederlegung erforderliche Unterschrift abzugeben. Er verstarb am 4. November 2010 an den Folgen seiner Krankheit.